# Space Impact
Space Impact è un videogioco del tipo sparatutto a scorrimento presente su alcuni modelli di telefoni cellulari prodotti da Nokia, come, ad esempio, sul diffuso Nokia 3310. Lo scopo del gioco è quello di sconfiggere, attraverso le armi disponibili nella propria navicella, tutti gli alieni e i mostri finali che si trovavano in diversi livelli muovendosi liberamente orizzontalmente e verticalmente (con poche eccezioni in alcuni livelli in stile platform in Space Impact+) ma non si può incrementare la velocità dell'auto-scorrimento dello schermo. Il giocatore può raccogliere power-up attraverso i livelli che aggiungono vite extra o armi speciali. In seguito vennero prodotti seguiti e remake molto più avanzati, come Space Impact: Kappa Base per N-Gage.

## Serie
Sequel del gioco originale apparvero successivamente:
- Space Impact 2, che debuttò su Nokia 3510
- Space Impact+ che giunse per la prima volta su Nokia 1100
- Space Impact 303, disponibile come applicazione J2ME scaricabile per alcuni dispositivi, a partire dal Nokia 7210
- Space Impact Evolution specificamente realizzato per piattaforme Symbian S60 1st Edition, e apparve per la prima volta su Nokia 7650
- Space Impact Evolution X, il sequel, ha due versioni: una inclusa esclusivamente per N-Gage e N-Gage QD (nella cartella "Extras" del CD di supporto) e un'altra per dispositivi Symbian S60 2nd Edition
- Space Impact Light, pubblicata per Symbian S60 3rd Edition. Il suo demo era incluso nel Nokia N81 8GB pubblicato nell'ottobre 2007.
- Space Impact: Kappa Base, pubblicato per N-Gage 2.0 nel 2008.
- Space Impact: Meteor Shield, sviluppato da Rovio Entertainment e pubblicato prima per Nokia N97 nel 2010, ed è il primo gioco della serie in 3D.

Recentemente, vari cloni e remake del gioco sono stati realizzati per PC e piattaforme come Android, alcuni offrono un'accurata emulazione del gioco originale.